# Экосистемные услуги

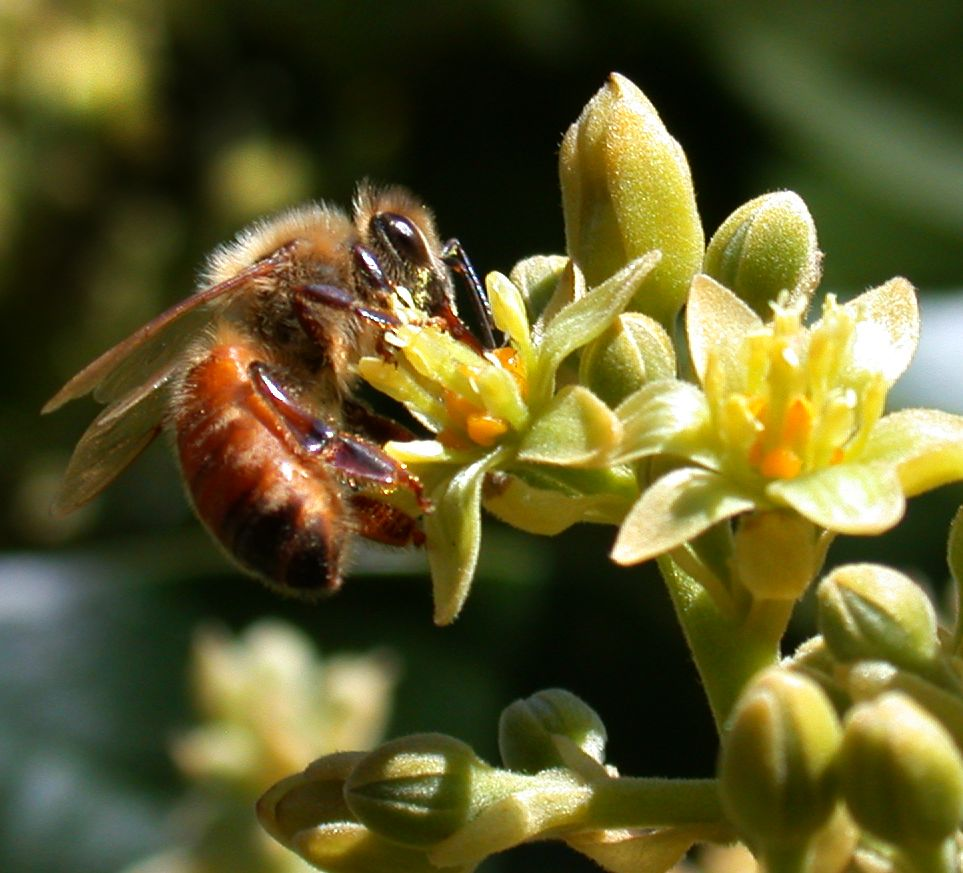
Медоносная пчела опыляет авокадо. Опыление — один из типов экосистемных услуг

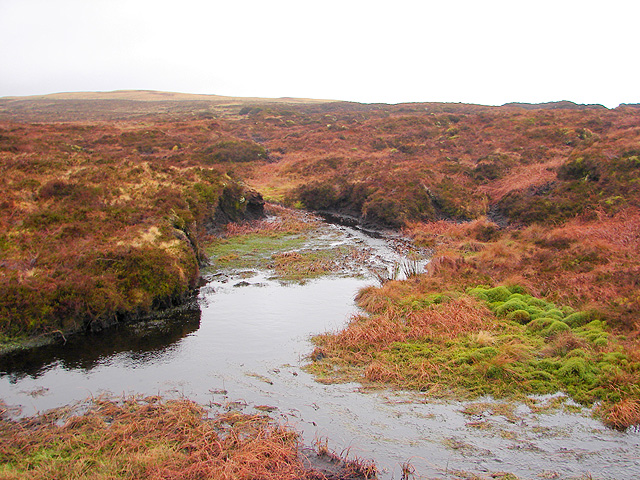
Верховое болото в Уэльсе — официальный исток реки Северн. Нормально функционирующие болота связывают углерод, удерживают воду, снижая риск затопления и обеспечивают более чистой водой, чем деградированные болота.

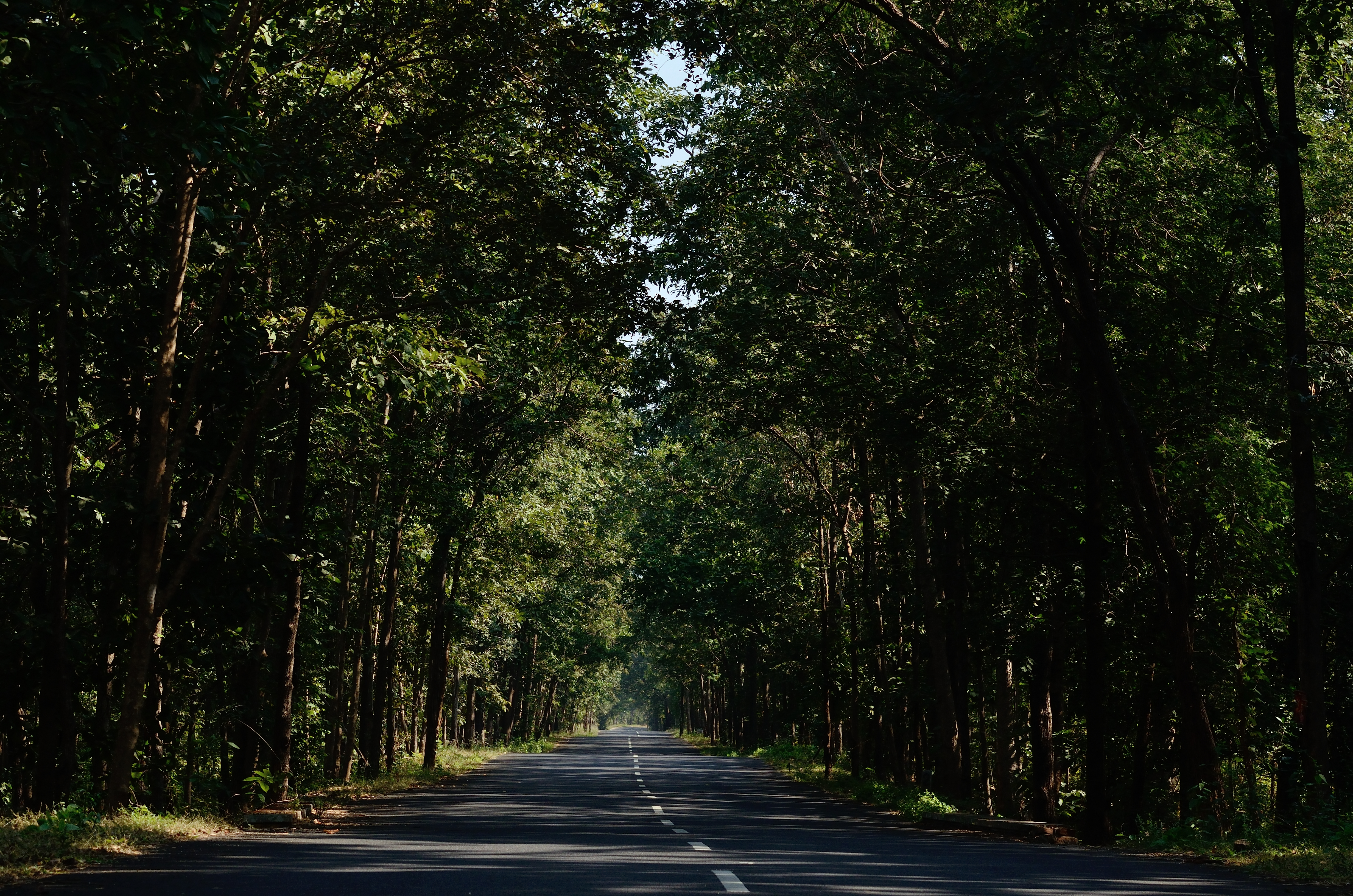
Социальное лесоводство (Social Forestry) в штате Андхра-Прадеш (Индия) снабжает топливом, защищает почвы, создаёт затенение и обеспечивает благополучие путешественников

Экосистемные услуги (англ. Ecosystem service) — блага, которые люди бесплатно получают из окружающей среды и правильно функционирующих экосистем (агроэкосистемы, лесные экосистемы, пастбищные экосистемы, водные экосистемы), являются неотъемлемой частью обеспечения чистой питьевой водой, разложения отходов и естественного опыления сельскохозяйственных культур и других растений.

## Категории
Все экосистемные услуги могут быть сгруппированы в четыре категории:
- Снабжение (provisioning). Например, производство воды и продуктов.
- Регулирование (regulating). К примеру, контроль климата и болезней.
- Поддержка (supporting). Например, круговорот питательных веществ и опыление сельскохозяйственных культур.
- Культура (cultural). К примеру, духовные и рекреационные блага.

## История
В то время как понятие зависимости человека от экосистем Земли восходит к началу существования Homo sapiens, термин «природный капитал» был впервые введен Э. Ф. Шумахером в 1973 году в его книге Small is Beautiful. Признание того, что экосистемы могут предоставлять человечеству сложные услуги, восходит, по крайней мере, к Платону (c 400 г. до н. э.), который понимал, что вырубка лесов может привести к эрозии почвы и высыханию источников. Современные представления об экосистемных услугах, вероятно, возникли, когда Марш в 1864 году бросил вызов идее о том, что природные ресурсы Земли безграничны, указав на изменения в плодородии почв в Средиземноморье. Только в конце 1940-х годов три ключевых автора — Генри Фэрфилд Осборн-младший, Уильям Фогт и Альдо Леопольд — способствовали признанию зависимости человека от окружающей среды.
В 1956 году Пол Сирс обратил внимание на критическую роль экосистемы в переработке отходов и переработке питательных веществ. В 1970 году Пауль Эрлих и Роза Вайгерт в своем учебнике по экологии обратили внимание на «экологические системы» и «самую тонкую и опасную угрозу существованию человека — потенциальное разрушение собственной деятельностью человека тех экологических систем, от которых зависит само существование человеческого вида».
Термин «экологические услуги» был введен в 1970 году в Докладе об исследовании критических экологических проблем, в котором перечислялись услуги, включая опыление насекомых, рыболовство, регулирование климата и борьбу с наводнениями. В последующие годы использовались различные варианты этого термина, но в конечном итоге «экосистемные услуги» стали стандартом в научной литературе.
Концепция экосистемных услуг продолжает расширяться и включает в себя социально-экономические и природоохранные цели, которые обсуждаются ниже. Историю понятий и терминологии экосистемных услуг по состоянию на 1997 год можно найти в книге Дейли «Природные услуги: зависимость общества от природных экосистем».
В то время как первоначальное определение Гретхен Дейли проводило различие между экосистемными товарами и экосистемными услугами, более поздняя работа Роберта Костанцы и его коллег, а также работа по оценке экосистем на рубеже тысячелетия свели все это вместе как экосистемные услуги.

## Определение
Согласно оценке экосистем на пороге тысячелетия 2006 года, экосистемные услуги — это «выгоды, которые люди получают от экосистем». В оценке также были определены четыре категории экосистемных услуг — поддержка, обеспечение, регулирование и культура, которые рассматриваются ниже.
К 2010 году в литературе появились различные рабочие определения и описания экосистемных услуг. Для предотвращения двойного учёта при аудите экосистемных услуг, например, Институт экономики экосистем и биоразнообразия заменил «вспомогательные услуги» на «услуги среды обитания» и «экосистемные функции», определяемые как «подмножество взаимодействий между экосистемной структурой и процессами, лежащими в основе способности экосистемы предоставлять товары и услуги».

## Категоризация
В докладе «Об оценке экосистем на пороге тысячелетия за 2005 год» экосистемные услуги определяются как выгоды, получаемые людьми от экосистем, и выделяются четыре категории экосистемных услуг, в которых так называемые вспомогательные услуги рассматриваются в качестве основы для услуг других трёх категорий.

### Вспомогательные услуги
К ним относятся такие услуги, как круговорот питательных веществ, первичное производство, почвообразование, обеспечение среды обитания и опыление. Эти услуги позволяют экосистемам продолжать предоставлять такие услуги, как снабжение продовольствием, регулирование наводнений и очистка воды.

### Материальные потоки
Следующие услуги также известны как материальные потоки экосистем:
- продукты питания (включая морепродукты и дичь), сельскохозяйственные культуры, дикие продукты и специи;
- сырье (включая пиломатериалы, шкуры, топливную древесину, органические вещества, корма и удобрения);
- генетические ресурсы (включая гены улучшения урожая и здравоохранение);
- пресная вода;
- биогенные минералы;
- лекарственные ресурсы (включая фармацевтические препараты, химические модели, а также пробирочные культуры);
- различные виды энергии (гидроэнергия, биотопливо);
- декоративные ресурсы (включая моду, ремесла, ювелирные изделия, домашних животных, культ, украшения и сувениры, такие как меха, перья, слоновая кость, орхидеи, бабочки, аквариумные рыбки, раковины и т. д.).

### Регулирующие услуги
- поглощение углерода и регулирование климата;
- хищничество;
- разложение и детоксикация отходов;
- очистка воды и воздуха;
- борьба с вредителями и болезнями;
- защита от наводнений[18].

### Культурные услуги
- культурные (в том числе использование природы в качестве мотива в книгах, фильмах, живописи, фольклоре, национальных символах, рекламе и др.);
- духовно-исторические (в том числе использование природы в религиозных целях или в качестве объекта культурного наследия или природного наследия);
- рекреационный опыт (включая экотуризм, спорт на открытом воздухе и отдых);
- наука и образование (включая использование природных систем для школьных экскурсий и научных открытий);
- терапевтические (включая экотерапию, социальное лесоводство и терапию с помощью животных).

В 2012 году шла дискуссия о том, как можно было бы операционализировать концепцию культурных экосистемных услуг, как ландшафтная эстетика, культурное наследие, отдых на свежем воздухе и духовное значение для определения могут вписаться в подход к экосистемным услугам, которые голосуют за модели, которые явно связывают экологические структуры и функции с культурными ценностями и благами. Точно так же была проведена фундаментальная критика концепции культурных экосистемных услуг, которая опирается на три аргумента:
1. Основные культурные ценности, связанные с природной / культурной средой, зависят от уникального характера территории, который не может быть решен методами, использующими универсальные научные параметры для определения экологических структур и функций.
2. Если природная / культурная среда имеет символические значения и культурные ценности, то объектом этих ценностей являются не экосистемы, а форменные явления, такие как горы, озёра, леса и, главным образом, символические ландшафты[21].
3. Культурные ценности проистекают не из свойств, производимых экосистемами, а являются продуктом специфического способа видения в рамках данной культурной структуры символического опыта[22].

Общая международная классификация экосистемных услуг (CICES) представляет собой классификационную схему, разработанную для систем бухгалтерского учёта (например, Национальные счета и т. д.), чтобы избежать двойного подсчета вспомогательных услуг с другими службами обеспечения и регулирования.

## Экология
Понимание экосистемных услуг требует прочной основы в области экологии, которая описывает основополагающие принципы и взаимодействия организмов и окружающей среды. Поскольку масштабы взаимодействия этих сущностей могут варьироваться от микробов до ландшафтов, от миллисекунд до миллионов лет, одной из самых больших проблем является описательная характеристика энергетических и материальных потоков между ними. Например, площадь лесной подстилки, детрит на ней, микроорганизмы в почве и характеристики самой почвы — все это будет способствовать возможности этого леса предоставлять экосистемные услуги, такие как связывание углерода, очистка воды и предотвращение эрозии в других районах в пределах водораздела. Зачастую существует возможность объединения нескольких видов услуг, и могут также существовать дополнительные выгоды — один и тот же лес может служить средой обитания для некоторых организмов, а также для отдыха человека, что также является экосистемными услугами.
Сложность экосистем Земли ставит перед учеными сложную задачу, поскольку они пытаются понять, как переплетаются отношения между организмами, процессами и их окружением. Что касается экологии человека, то предлагаемая программа исследований для изучения экосистемных услуг включает следующие этапы:
1. Идентификация поставщиков экосистемных услуг (ПЭУ) — видов или популяций, предоставляющих конкретные экосистемные услуги, и характеристика их функциональных ролей и взаимосвязей;
2. Определение аспектов структуры сообществ, влияющих на функционирование ПЭУ в их природном ландшафте, таких как компенсаторные реакции, стабилизирующие функцию, и неслучайные последовательности вымирания, которые могут её разрушить;
3. Оценка основных экологических (абиотических) факторов, влияющих на предоставление услуг;
4. Измерение пространственных и временных масштабов ПЭУ и их сервисов, на которых они работают.

В последнее время была разработана методика для улучшения и стандартизации оценки функциональных возможностей ПЭУ путем количественной оценки относительной важности различных видов с точки зрения их эффективности и численности. Такие параметры дают представление о том, как виды реагируют на изменения в окружающей среде (например, хищники, доступность ресурсов, климат), и полезны для выявления видов, которые непропорционально важны при предоставлении экосистемных услуг. Однако критическим недостатком этого метода является то, что он не учитывает эффекты взаимодействий, которые часто являются одновременно сложными и фундаментальными для поддержания экосистемы и могут включать в себя виды, которые не всегда легко выявляются в качестве приоритетных. Тем не менее, оценка функциональной структуры экосистемы и объединение её с информацией об индивидуальных видовых признаках может помочь нам понять устойчивость экосистемы в условиях изменения окружающей среды.
Многие экологи также считают, что предоставление экосистемных услуг может быть стабилизировано с помощью биоразнообразия. Увеличение биоразнообразия также приносит пользу разнообразию экосистемных услуг, доступных обществу. Понимание взаимосвязи между биоразнообразием и стабильностью экосистемы имеет важнейшее значение для управления природными ресурсами и их услугами.

### Гипотеза избыточности
Понятие экологической избыточности иногда называют функциональной компенсацией и предполагают, что более чем один вид выполняет определённую роль в экосистеме. Более конкретно, он характеризуется тем, что конкретный вид повышает свою эффективность в предоставлении услуг, когда условия напряжены, чтобы поддерживать совокупную стабильность в экосистеме. Однако такая повышенная зависимость от компенсирующего вида создает дополнительную нагрузку на экосистему и часто повышает её восприимчивость к последующим нарушениям. Гипотезу избыточности можно обобщить следующим образом: «избыточность видов повышает устойчивость экосистем».
Другая идея использует аналогию заклепок в крыле самолёта, чтобы сравнить экспоненциальный эффект, который потеря каждого вида будет иметь на функцию экосистемы; это иногда называют разрывом заклепок. Если исчезает только один вид, то потеря эффективности экосистемы в целом относительно невелика; однако, если теряется несколько видов, система по существу разрушается — подобно самолёту, потерявшему слишком много заклепок. Эта гипотеза предполагает, что виды относительно специализированы в своих ролях и что их способность компенсировать друг друга меньше, чем в гипотезе избыточности. В результате гибель любого вида имеет решающее значение для функционирования экосистемы. Ключевым отличием является скорость, с которой потеря вида влияет на общее функционирование экосистемы.

### Эффект портфеля
Третье объяснение, известное как эффект портфеля, сравнивает биоразнообразие с фондовыми запасами, где диверсификация сводит к минимуму волатильность инвестиций или, в данном случае, риск нестабильности экосистемных услуг. Это связано с идеей разнообразия ответных реакций, когда набор видов будет проявлять дифференцированные реакции на заданное возмущение окружающей среды. Если рассматривать их вместе, то они создают стабилизирующую функцию, которая сохраняет целостность сервиса.
Несколько экспериментов проверили эти гипотезы как в полевых условиях, так и в лаборатории. В британской лаборатории «ЭКОТРОН», где можно моделировать многие биотические и абиотические факторы природы, основное внимание уделяется воздействию дождевых червей и симбиотических бактерий на корни растений. Эти лабораторные эксперименты, по-видимому, подтверждают гипотезу о заклепках. Однако исследование лугов в заповеднике Сидар-Крик в штате Миннесота подтверждает гипотезу избыточности, как и многие другие полевые исследования.

## Экономика
Существуют вопросы, касающиеся экологической и экономической ценности экосистемных услуг. Некоторые люди могут не знать об окружающей среде в целом и о взаимосвязи человечества с окружающей природной средой, что может вызвать неверные представления. Хотя экологическая осведомленность в нашем современном мире быстро улучшается, экосистемный капитал и его потоки все ещё плохо изучены, угрозы продолжают навязываться, и мы страдаем от так называемой «трагедии общих ресурсов». Многие усилия по информированию лиц, принимающих решения, о текущих и будущих затратах и выгодах в настоящее время связаны с организацией и переводом научных знаний в экономику, которые выражают последствия нашего выбора в сопоставимых единицах воздействия на благосостояние человека. Особенно сложным аспектом этого процесса является то, что интерпретация экологической информации, собранной в одном пространственно-временном масштабе, не обязательно означает, что она может быть применена в другом; понимание динамики экологических процессов относительно экосистемных услуг имеет важное значение для содействия принятию экономических решений. Весовые коэффициенты, такие как незаменимость услуги или совокупность услуг, также могут распределять экономическую ценность таким образом, что достижение цели становится более эффективным.
Экономическая оценка экосистемных услуг также включает в себя социальную коммуникацию и информацию-области, которые остаются особенно сложными и находятся в центре внимания многих исследователей. В целом идея состоит в том, что, хотя индивиды принимают решения по самым разным причинам, тенденции выявляют совокупные предпочтения общества, из которых можно вывести и присвоить экономическую ценность услуг. Шестью основными методами оценки экосистемных услуг в денежном выражении являются:
- Избегаемые затраты: услуги позволяют обществу избежать затрат, которые были бы понесены в отсутствие этих услуг (например, обработка отходов водно-болотными угодьями позволяет избежать затрат на здравоохранение);
- Восстановительная стоимость: услуги могут быть заменены искусственными системами (например, восстановление водосборного бассейна Кэтскилл обошлось дешевле, чем строительство очистной установки для воды);
- Факторный доход: услуги обеспечивают повышение доходов (например, улучшение качества воды увеличивает коммерческую прибыль рыбного промысла и повышает доход рыбаков);
- Стоимость поездки: спрос на услуги может потребовать поездки, стоимость которой может отражать подразумеваемую ценность услуги (например, ценность опыта экотуризма — это, по крайней мере, то, что посетитель готов заплатить, чтобы попасть туда);
- Гедонистическое ценообразование: спрос на услуги может быть отражен в ценах, которые люди будут платить за сопутствующие товары (например, цены на прибрежное жилье превышают цены на внутренние дома);
- Условная оценка: спрос на услуги может быть вызван созданием гипотетических сценариев, которые предполагают некоторую оценку альтернатив (например, посетители, готовые платить за расширение доступа к национальным паркам).

По оценкам экспертного исследования, опубликованного в 1997 году, стоимость экосистемных услуг и природного капитала в мире составляет от 16 до 54 триллионов долларов США в год, а в среднем — 33 триллиона долларов США в год. Однако, Саллес в 2011 году указал, что «общая ценность биоразнообразия бесконечна, поэтому дебаты о том, что такое общая ценность природы, на самом деле бессмысленны, потому что мы не можем жить без неё».
По состоянию на 2012 год многие компании не были полностью осведомлены о степени своей зависимости и воздействия на экосистемы, а также о возможных последствиях. Аналогичным образом, системы экологического менеджмента и инструменты экологической должной осмотрительности в большей степени подходят для решения «традиционных» проблем загрязнения и потребления природных ресурсов. Наибольшее внимание уделяется экологическим проблемам, а не зависимости. Несколько инструментов и методологий могут помочь частному сектору оценить и оценить экосистемные услуги, включая «Нашу экосистему», «Обзор корпоративных экосистемных услуг» 2008 года, «Искусственный интеллект для экосистемных услуг» с 2012 года, «Инициативу естественной ценности» (2012) и «InVEST» («Комплексная оценка экосистемных услуг и компромиссов», 2012).

## Управление и политика
Хотя денежно-кредитное ценообразование по-прежнему применяется в отношении оценки экосистемных услуг, проблемы в области осуществления политики и управления ею являются значительными и многочисленными. Управление ресурсами общего пула было предметом обширных научных исследований. От определения проблем до поиска решений, которые могут быть применены на практике и устойчиво, предстоит ещё многое преодолеть. Рассмотрение вариантов должно обеспечивать баланс между нынешними и будущими человеческими потребностями, и лица, принимающие решения, часто должны исходить из достоверной, но неполной информации. Существующая правовая политика часто считается недостаточной, поскольку она, как правило, касается стандартов, основанных на здоровье человека, которые не соответствуют необходимым средствам защиты здоровья экосистем и услуг. В 2000 году для улучшения имеющейся информации было предложено внедрить Систему экосистемных услуг, которая интегрирует биофизические и социально-экономические аспекты защиты окружающей среды и предназначена для руководства учреждениями с помощью междисциплинарной информации и жаргона, помогая направлять стратегический выбор.
По состоянию на 2005 год местные и региональные коллективные управленческие усилия считались целесообразными для таких услуг, как опыление сельскохозяйственных культур или использование таких ресурсов, как вода. Ещё одним подходом, который становится все более популярным в 1990-е годы, является маркетинг защиты экосистемных услуг. Оплата и торговля услугами — это возникающее во всем мире маломасштабное решение, в рамках которого можно получить кредиты на такие виды деятельности, как спонсирование защиты источников связывания углерода или восстановление поставщиков экосистемных услуг. В некоторых случаях были созданы банки для обработки таких кредитов, а природоохранные компании даже стали публичными на фондовых биржах, определяя все более параллельную связь с экономическими усилиями и возможностями для привязки к социальным представлениям. Однако решающее значение для осуществления имеют четко определённые права на Землю, которые часто отсутствуют во многих развивающихся странах. В частности, многие богатые лесами развивающиеся страны, страдающие от обезлесения, сталкиваются с конфликтами между различными заинтересованными сторонами в лесном секторе. Кроме того, проблемы, связанные с такими глобальными сделками, включают несогласованную компенсацию за услуги или ресурсы, принесенные в жертву в других местах, и неверно истолкованные ордера на безответственное использование. По состоянию на 2001 год, другой подход, сосредоточенный на защите экосистемных услуг, «горячие точки» биоразнообразия. Признание того, что сохранение многих экосистемных услуг согласуется с более традиционными целями сохранения (например, биоразнообразия), привело к предлагаемому объединению целей для максимизации их взаимного успеха. Это может быть особенно стратегическим при использовании сетей, которые позволяют осуществлять поток услуг через ландшафты, а также может способствовать обеспечению финансовых средств для защиты услуг за счет диверсификации инвесторов.
Например, по состоянию на 2013 год наблюдался интерес к оценке экосистемных услуг, предоставляемых производством и восстановлением моллюсков. Двустворчатые моллюски, такие как устрицы, являются одним из ключевых видов, находящихся на низком уровне пищевой цепи, и поддерживают сложное сообщество видов, выполняя ряд функций, необходимых для разнообразного набора видов, которые их окружают. Кроме того, все шире признается, что некоторые виды моллюсков могут влиять на многие экологические процессы или контролировать их; настолько, что они включены в список «инженеров экосистемы»—организмов, которые физически, биологически или химически изменяют окружающую среду таким образом, что это влияет на здоровье других организмов. Многие экологические функции и процессы, выполняемые или затрагиваемые моллюсками, способствуют благосостоянию человека, обеспечивая поток ценных экосистемных услуг с течением времени путем фильтрации твердых частиц и потенциального смягчения проблем качества воды путем контроля избыточных питательных веществ в воде. По состоянию на 2018 год концепция экосистемных услуг ещё не была должным образом внедрена в международное, национальное и региональное законодательство.

### Адаптация на основе экосистем
Экосистемная адаптация — это стратегия развития общин и управления окружающей средой, направленная на использование системы экосистемных услуг для оказания помощи общинам в адаптации к последствиям изменения климата. Конвенция о биологическом разнообразии определяет его как «использование биоразнообразия и экосистемных услуг для оказания помощи людям в адаптации к неблагоприятным последствиям изменения климата», что включает использование «устойчивого управления, сохранения и восстановления экосистем в рамках общей стратегии адаптации, учитывающей многочисленные социальные, экономические и культурные сопутствующие выгоды для местных общин».
В 2001 году в рамках оценки экосистем на пороге тысячелетия было объявлено, что воздействие человечества на природный мир возрастает до невиданных ранее уровней и что деградация экосистем планеты станет серьёзным препятствием на пути достижения целей в области развития, сформулированных в Декларации тысячелетия. Признавая этот факт, адаптация на основе экосистемного подхода стремилась использовать восстановление экосистем в качестве основы для повышения качества жизни в общинах, испытывающих последствия изменения климата. В частности, речь идет о восстановлении таких экосистем, которые обеспечивают продовольствие и воду, а также защиту от штормовых волн и наводнений. Мероприятия экосистемной адаптации сочетают в себе элементы как смягчения последствий изменения климата, так и адаптации к глобальному изменению климата, чтобы помочь удовлетворить текущие и будущие потребности сообщества.
Совместное планирование между учеными, политиками и членами сообщества является важным элементом адаптации на основе экосистемы. Опираясь на опыт внешних экспертов и местных жителей, экосистемная адаптация стремится разрабатывать уникальные решения уникальных проблем, а не просто воспроизводить прошлые проекты.

## Эстуарные и прибрежные экосистемные услуги
Экосистемные услуги определяются как выгоды, получаемые человечеством от окружающих экосистем. Научный орган выделил четыре различных вида экосистемных услуг: регулирующие услуги, услуги по предоставлению ресурсов, культурные услуги и вспомогательные услуги. Экосистема не обязательно предлагает все четыре вида услуг одновременно; но учитывая сложную природу любой экосистемы, обычно предполагается, что люди извлекают выгоду из комбинации этих услуг. Услуги, предлагаемые различными типами экосистем (леса, моря, коралловые рифы, мангровые заросли и др.) различаются по характеру и следствиям. На самом деле некоторые услуги непосредственно влияют на жизнедеятельность соседних человеческих популяций (например, пресная вода, продукты питания или эстетическая ценность и т. д.) в то время как другие услуги влияют на общие условия окружающей среды, которые косвенно влияют на человека (например, изменение климата, регулирование эрозии или регулирование природных опасностей и т. д.).
Эстуарные и прибрежные экосистемы являются одновременно морскими экосистемами. Устье реки определяется как область, в которой река встречается с морем или океаном. Воды, окружающие эту область, являются преимущественно солеными или солоноватыми водами, а поступающая речная вода динамично перемещается приливом. Полоса эстуария может быть покрыта популяциями тростника (или аналогичных растений) и/или песчаными отмелями (или аналогичной формой или сушей).

### Регулирующие услуги
Регулирующие услуги — это «выгоды, получаемые от регулирования экосистемных процессов». В случае прибрежных и эстуарных экосистем эти услуги включают регулирование климата, обработку отходов и борьбу с болезнями, а также регулирование природных опасностей.

#### Регулирование климата
Как биотические, так и абиотические ансамбли морских экосистем играют определённую роль в регулировании климата. Они действуют как губки, когда речь заходит о газах в атмосфере, удерживая большие уровни CO2 и других парниковых газов (метана и закиси азота). Морские растения также используют CO2 для целей фотосинтеза и помогают в снижении атмосферного CO2. Океаны и моря поглощают тепло из атмосферы и перераспределяют его посредством водных потоков, а атмосферные процессы, такие как испарение и отражение света, позволяют охлаждать и нагревать вышележащую атмосферу. Таким образом, температура океана является обязательным условием для регулирования атмосферных температур в любой части мира: «без океана Земля была бы невыносимо горячей в дневные часы и ужасно холодной, если не замерзшей, ночью».

#### Обработка отходов и регулирование заболеваний
Ещё одна услуга, которую предлагает морская экосистема, — это обработка отходов, что помогает в регулировании заболеваний. Отходы могут быть разбавлены и обезврежены путем транспортировки через морские экосистемы; загрязнители удаляются из окружающей среды и хранятся, захороняются или рециркулируются в морских экосистемах: «морские экосистемы разрушают органические отходы через микробные сообщества, которые фильтруют воду, уменьшают/ограничивают воздействие эвтрофикации и расщепляют токсичные углеводороды на их основные компоненты, такие как углекислый газ, азот, фосфор и вода». Тот факт, что отходы разбавляются большими объёмами воды и перемещаются с потоками воды, приводит к регуляции заболеваний и снижению токсичности морепродуктов.

#### Буферные зоны
Прибрежные и эстуарные экосистемы действуют как буферные зоны против стихийных бедствий и экологических нарушений, таких как наводнения, циклоны, приливные волны и штормы. Их роль заключается в том, чтобы «поглотить часть воздействия и тем самым уменьшить его воздействие на Землю». Например, водно-болотные угодья и поддерживаемая ими растительность-деревья, корневые коврики и т. д. — удерживает большое количество воды (поверхностные воды, талые снега, дожди, грунтовые воды) и затем медленно выпускает их обратно, уменьшая вероятность наводнений. Мангровые леса защищают прибрежные береговые линии от приливной эрозии или эрозии течениями; этот процесс был изучен после циклона 1999 года, обрушившегося на Индию. Деревни, которые были окружены мангровыми лесами, пострадали меньше, чем другие деревни, которые не были защищены мангровыми лесами.

### Предоставление услуг
Услуги по предоставлению ресурсов состоят из всех «продуктов, полученных из экосистем». Морские экосистемы обеспечивают людей: дикими и культивированными морепродуктами, пресной водой, волокнами и топливом, а также биохимическими и генетическими ресурсами.

#### Морские продукты
Люди потребляют большое количество продуктов, происходящих из моря, будь то в качестве питательного продукта или для использования в других секторах: «более одного миллиарда человек во всем мире, или одна шестая часть мирового населения, полагаются на рыбу как на основной источник животного белка. В 2000 году на долю морского и прибрежного рыболовства приходилось 12 процентов мирового производства продовольствия». Рыба и другие съедобные морские продукты — в первую очередь рыба, моллюски, икра и морские водоросли — составляют для населения, живущего вдоль побережья, основные элементы местного культурного рациона питания, норм и традиций. Очень уместным примером может служить суши, национальная еда Японии, которая состоит в основном из различных видов рыбы и морских водорослей.

#### Пресная вода
Водные объекты, которые не имеют высокой концентрации солей, называются «пресноводными». Пресная вода может течь через озера, реки и ручьи, чтобы назвать некоторые из них; но она наиболее заметна в замороженном состоянии или как почвенная влага или похоронена глубоко под землей. Пресная вода важна не только для выживания человека, но и для выживания всех существующих видов животных, растений.

#### Сырьевые ресурсы
Морские существа обеспечивают нас сырьем, необходимым для производства одежды, строительных материалов (известь, добываемая из коралловых рифов), декоративных предметов и предметов личного пользования (луффы, произведения искусства и ювелирные изделия): «кожа морских млекопитающих для одежды, газовые залежи для производства энергии, известь (добываемая из коралловых рифов) для строительства зданий и древесина мангровых лесов и прибрежных лесов для укрытия — вот некоторые из наиболее известных видов использования морских организмов. Необработанные морские материалы используются также для несущественных товаров, таких как раковины и кораллы в декоративных изделиях». Люди также ссылались на процессы в морской среде для производства возобновляемой энергии: использование энергии волн — или приливной энергии — в качестве источника энергии для приведения в действие турбины. Например, океаны и моря используются в качестве площадок для морских нефтегазовых установок, морских ветряных электростанций.

#### Биохимические и генетические ресурсы
Биохимические ресурсы — это соединения, извлекаемые из морских организмов для использования в медицине, фармацевтике, косметике и других биохимических продуктах. Генетические ресурсы — это генетическая информация, содержащаяся в морских организмах, которая впоследствии будет использоваться для разведения животных и растений, а также для технического прогресса в биологической области. Эти ресурсы либо непосредственно выводятся из организма — например, рыбий жир как источник омега-3, либо используются в качестве модели для инновационных искусственных продуктов: «например, создание волоконно-оптической технологии, основанной на свойствах губок. По сравнению с наземными продуктами продукты морского происхождения, как правило, обладают более высокой биологической активностью, вероятно, из-за того, что морские организмы должны сохранять свою потенцию, несмотря на то, что они разбавлены в окружающей морской воде».

### Культурные услуги
Культурные услуги относятся к нематериальному миру, поскольку они приносят пользу рекреационной, эстетической, познавательной и духовной деятельности, которую нелегко измерить в денежном выражении.

#### Вдохновляющие
Морская среда была использована многими как источник вдохновения для их произведений искусства, музыки, архитектуры, традиций. Водные среды духовно важны, так как многие люди рассматривают их как средство для омоложения и изменения перспективы. Многие также считают воду частью своей личности, особенно если они живут рядом с ней с детства: они связывают её с приятными воспоминаниями и прошлым опытом. Длительное проживание вблизи водоемов приводит к определённому набору водных действий, которые становятся ритуалом в жизни людей и культуры региона.

#### Рекреация и туризм
Морские виды спорта очень популярны среди прибрежного населения: серфинг, подводное плавание, наблюдение за китами, каякинг, рекреационная рыбалка. Многие туристы также путешествуют на курорты, расположенные рядом с морем, реками или озёрами, чтобы иметь возможность испытать эти виды деятельности и отдохнуть у воды.

#### Наука и образование
Многое можно почерпнуть из морских процессов, окружающей среды и организмов — это может быть реализовано в наших повседневных действиях и в научной сфере. Хотя многое ещё предстоит узнать об океанском мире: «о необычайной запутанности и сложности морской среды и о том, как на неё влияют большие пространственные масштабы, временные лаги и кумулятивные эффекты».

### Вспомогательные услуги
Вспомогательные услуги — это услуги, которые позволяют присутствовать другим экосистемным услугам. Они оказывают косвенное воздействие на человека, которое длится в течение длительного периода времени. Некоторые услуги можно рассматривать как вспомогательные услуги и регулирующие/культурные /провизионные услуги.

#### Круговорот питательных веществ
Круговорот питательных веществ — это движение питательных веществ через экосистему с помощью биотических и абиотических процессов. Океан является обширным хранилищем этих питательных веществ, таких как углерод, азот и фосфор. Питательные вещества поглощаются основными организмами морской пищевой сети и таким образом передаются от одного организма к другому и от одной экосистемы к другой. Питательные вещества перерабатываются в течение всего жизненного цикла организмов, когда они умирают и разлагаются, высвобождая питательные вещества в соседнюю среду. «Служба круговорота питательных веществ в конечном итоге влияет на все другие экосистемные услуги, поскольку все живые существа нуждаются в постоянном поступлении питательных веществ для выживания».

#### Биологически опосредованные среды обитания
Биологически опосредованная среда обитания определяется как среда обитания, которую живые морские структуры предлагают другим организмам. Они не должны были эволюционировать с единственной целью служить средой обитания, но случайно стали жилыми помещениями, пока росли естественным образом. Например, коралловые рифы и мангровые леса являются домом для многочисленных видов рыб, морских водорослей и моллюсков. Важность этих местообитаний заключается в том, что они позволяют осуществлять взаимодействие между различными видами, способствуя поставкам морских товаров и услуг. Они также очень важны для роста на ранних стадиях жизни морских видов (гнездовые и кормовые пространства), так как служат источником пищи и убежищем от хищников.

#### Первичная продукция
Первичное производство относится к производству органического вещества, то есть химически связанной энергии, посредством таких процессов, как фотосинтез и хемосинтез. Органическое вещество, произведенное первичными производителями, составляет основу всех пищевых сетей. Кроме того, он генерирует кислород (O2), молекулу, необходимую для поддержания жизни животных и людей. В среднем человек потребляет около 550 литров кислорода в день, тогда как растения производят 1,5 литра кислорода на 10 граммов роста.

## Решения об изменении землепользования
Решения в области экосистемных услуг требуют принятия сложных решений на стыке экологии, технологии, общества и экономики. Процесс принятия решений по экосистемным услугам должен учитывать взаимодействие многих видов информации, учитывать все точки зрения заинтересованных сторон, включая регулирующие органы, инициаторов предложений, лиц, принимающих решения, резидентов, общественных организаций, и измерять воздействие на все четыре части пересечения. Эти решения обычно носят пространственный характер, всегда носят многоцелевой характер и основаны на неопределенных данных, моделях и оценках. Часто именно сочетание лучших научных достижений в сочетании с ценностями, оценками и мнениями заинтересованных сторон является движущей силой этого процесса.
Одно аналитическое исследование моделировало заинтересованные стороны в качестве агентов для поддержки решений по управлению водными ресурсами в среднем бассейне Рио-Гранде в штате Нью-Мексико. Это исследование было сосредоточено на моделировании вклада заинтересованных сторон в пространственное решение, но игнорировало неопределенность. В другом исследовании использовались методы Монте-Карло для использования эконометрических моделей решений землевладельцев при изучении последствий изменения землепользования. Здесь вклады заинтересованных сторон моделировались как случайные эффекты, отражающие неопределенность. Третье исследование использовало байесовскую систему поддержки принятия решений как для моделирования неопределенности в байесовских сетях научной информации, так и для содействия сбору и объединению информации от заинтересованных сторон. Это исследование было посвящено размещению волновых энергетических устройств у побережья штата Орегон, но представляет собой общий метод управления неопределенной пространственной наукой и информацией заинтересованных сторон в среде принятия решений. Данные и анализы дистанционного зондирования могут быть использованы для оценки состояния и степени охвата классов почвенного покрова, которые обеспечивают экосистемные услуги, что помогает в планировании, управлении, мониторинге действий заинтересованных сторон и коммуникации между заинтересованными сторонами.
В странах Балтии ученые, специалисты по охране природы и местные органы власти внедряют комплексный подход к планированию пастбищных экосистем. Они разрабатывают комплексный инструмент планирования, основанный на технологии ГИС (геоинформационная система) и размещенный в интернете, который поможет планировщикам выбрать лучшее решение для управления пастбищами для конкретных пастбищ. Она позволит целостно взглянуть на процессы в сельской местности и поможет найти оптимальные решения по управлению пастбищами с учётом как природных, так и социально-экономических факторов конкретного участка.